# آنا یاورکووا
آنا یاوُرکووا (انگلیسی: Anna Javorková؛ زادهٔ ۸ اکتبر ۱۹۵۲) بازیگر سینما اهل کشور اسلواکی است. وی از سال ۱۹۷۴ میلادی تاکنون مشغول فعالیت بوده‌است.
از فیلم‌ها یا برنامه‌های تلویزیونی که وی در آن نقش داشته‌است می‌توان به زنبور هزار ساله اشاره کرد.